# Grotte de Býčí skála
La grotte de Býčí skála fait partie du deuxième plus long réseau de grottes de Moravie, en Tchéquie. Elle est également célèbre pour ces découvertes archéologiques. À l'exception de l'entrée, la grotte n'est pas accessible au public.

## Localisation
La grotte se trouve dans la partie centrale du Karst Morave, dans la vallée de Josefovské (Josefovské údolí) entre la ville d'Adamov et le village de Křtiny. Connecté au réseau de grottes Rudické propadání, Býčí skála forme le deuxième plus long réseau souterrain du pays, après la grotte d'Amatérská. Sa longueur connue actuelle est supérieure à 13 km.

## Histoire

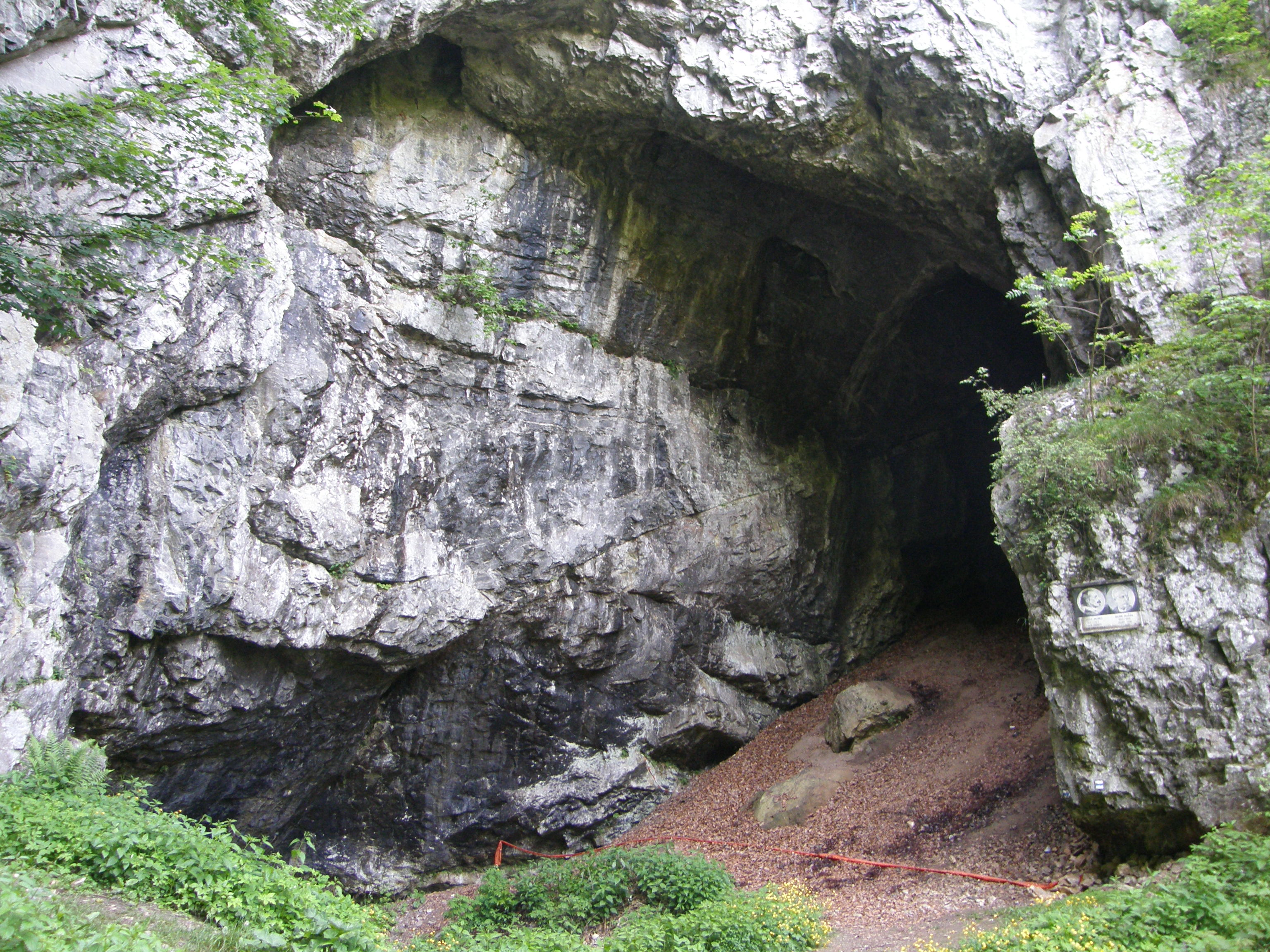
L'entrée de la grotte.

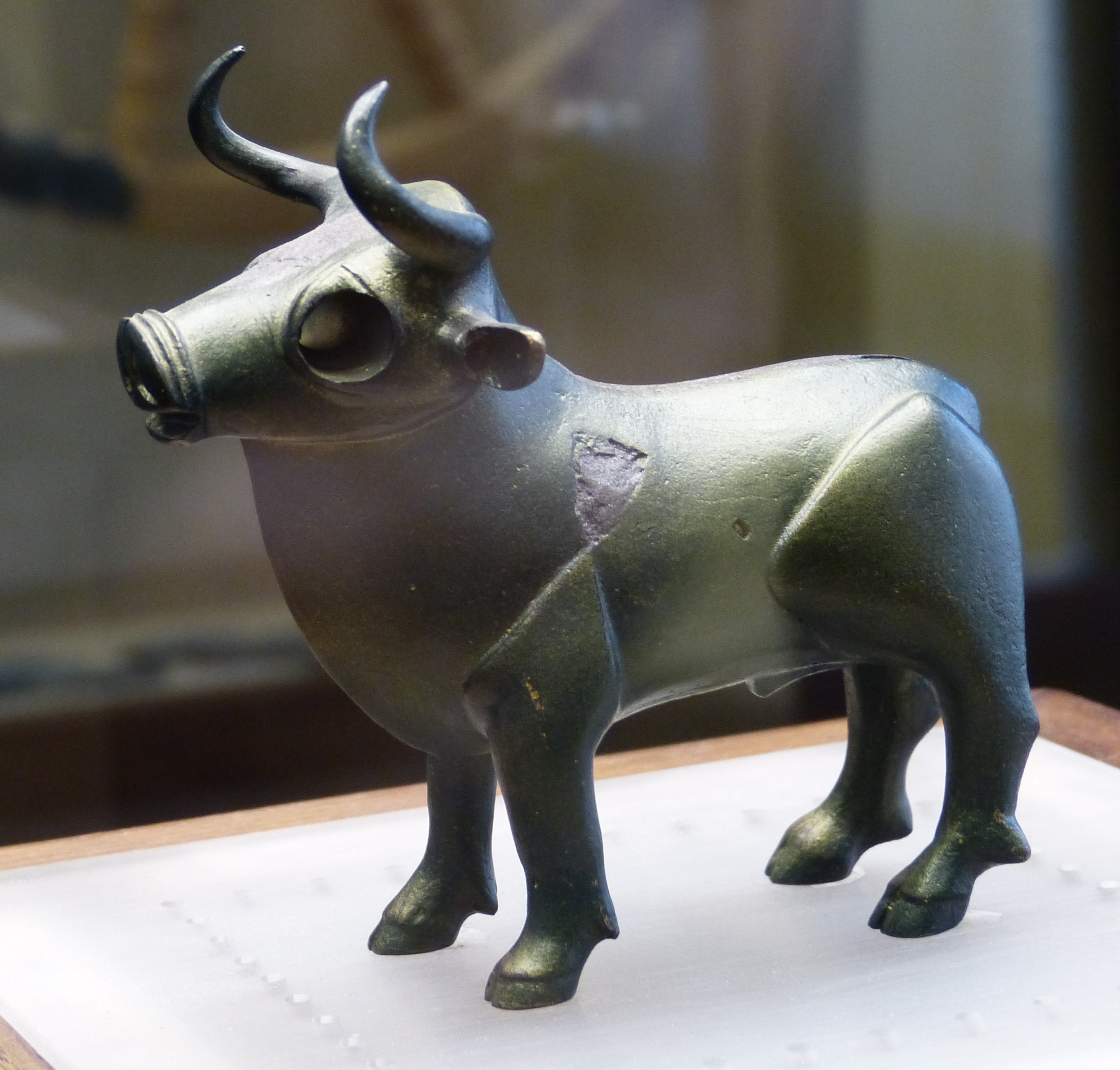
Statue en bronze de la culture Hallstatt d'un taureau.

L'entrée de la grotte a toujours été connue localement, la première mention écrite datant de 1669. La grotte a également été visitée par deux monarques   européens : le 7 septembre 1804 par l'empereur François II  du Saint-Empire romain germanique et à une autre occasion par Alois I, prince du Liechtenstein.
Au cours de la période 1867 à 1873, la partie nommée Předsíně a été explorée par l'archéologue Jindřich Wankel, qui a découvert un site paléolithique datant d'environ 100000 à 10000 av. J.-C.. Plus tard, une statuette d'un taureau en bronze fut également trouvée. Et enfin, à partir de 1872, un grand site culturel de Hallstatt a été fouillé sur le site, contenant des offrandes animales et matérielles, des récoltes, des textiles, des récipients en céramique et en tôle, des bijoux, des perles de verre et d'ambre.
Selon l'archéologue Wankel, les squelettes d'un homme et de quarante jeunes femmes ont été retrouvés. Certaines femmes ont été décapitées, certaines jambes ou mains manquantes. Sur un petit autel, un crâne et des mains coupées ont été placés. Son interprétation personnelle de l'époque, était qu'il avait découvert la tombe d'un noble accompagné de femmes rituellement sacrifiées. D'autres théories évoquent la mort de personnes cachées dans la grotte lors d'une guerre ou d'une explosion de gaz. Des recherches ultérieures ont par la suite identifié dix-sept squelettes comme étant des hommes de tout âge.
En 1920, dans l'objectif de continuer l'exploration du site, une autre cavité fut découverte, la Nová býčí skála (la nouvelle grotte de býčí skála), traversée par le ruisseau souterrain de Jedovnický (Jedovnický potok).
Pendant la Seconde Guerre mondiale, la grotte fut occupée par des soldats nazis, ayant construit une usine souterraine secrète, endommageant la zone d'entrée de la cavité. Après la guerre, d'autres grottes ont été découvertes (Sobolova, Májová, Prolomená et Proplavaná), augmentant le réseau de souterrains du site. En 1992, l'exploration du ruisseau, et du réseau principal est terminée, permettant de réaliser un plan global du site.